# قطعنامه ۶۰۸ شورای امنیت
قطعنامه  ۶۰۸ شورای امنیت سازمان ملل متحد که در تاریخ ۱۴ ژانویه ۱۹۸۸ تصویب شد، سندی بین‌المللی دربارهٔ سرزمین‌های اشغالی توسط اسرائیل است. این قطعنامه طی نشست ۲۷۸۱ام با ۱۴ رای موافق، ۰ مخالف و ۱ ممتنع تصویب شد.